# Seria Roboților

Seria Roboților a lui Isaac Asimov este o serie de povestiri și romane SF despre roboți pozitronici scrisă de Isaac Asimov.

## Conținutul seriei

### Culegeri de povestiri
- The Complete Robot (1982)
  - Eu, robotul (1950)
  - Povestiri cu roboți (1964)

### Romane
- Omul pozitronic (1993)
- Cavernele de oțel (1954)
- Soarele gol (1957)
- Roboții de pe Aurora (1983)
- Roboții și Imperiul (1985)

## Povestiri
Cele mai multe din povestirile scurte cu roboți scrise de Asimov se desfășoară în prima epocă a roboticii pozitronice și în timpul explorării spațiului cosmic. Caracteristica deosebită a a roboților din universul Asimov o reprezintă Cele Trei Legi ale Roboticii, implantate în creierul pozitronic și cărora toți roboții din ficțiunile asimoviene trebuie să li se supună, ele asigurând supunerea lor în fața creatorilor.
Inițial, povestirile nu au fost concepute ca un tot unitar, singurul element comun fiind existența roboților pozitronici - există neconcordanțe mai ales între povestiri și romane. Cu toate acestea, toate au în comun tema interacțiunii dintre oameni, roboți și moralitate. Unele dintre povestirile antologate în Eu, robotul și Povestiri cu roboți și adunate ulterior alături de alte povestiri din aceeași serie în The Complete Robot, nu par a aparține aceluiași univers cu Fundația și Roboții.  "Victorie involuntară" prezintă roboți pozitronici care se supun Celor Trei Legi, dar și o civilizație extraterestră care locuiește pe Jupiter. "Să ne unim" include roboți umanoizi, dar aceștia aparțin unui viitor diferit (în care încă se desfășoară Războiul Rece), iar Cele Trei Legi nu sunt menționate.

## Romane
Primele patru romane cu roboți (Cavernele de oțel, Soarele gol, Roboții de pe Aurora și Roboții și Imperiul) formează "seria Elijah Baley", fiind romane polițiste în care apar detectivul pământean Elijah Baley și partenerul său, robotul umanoid R. Daneel Olivaw. Acțiunea lor se petrece la câteva sute de ani după cea prezentată în povestiri, concentrându-se pe conflictul dintre Spațieni - descendenții coloniștilor umani de pe alte planete - și oamenii de pe Pământul suprapopulat. Există și unele excepții. "Mirror Image", una dintre povestirile prezente în antologia The Complete Robot, are loc între Soarele gol și Roboții de pe Aurora) și îi cuprinde atât pe Baley, cât și pe Olivaw. Povestirea "Pământul-mamă", prezentă în antologia Perioada Campbell, prezintă perioada în care lumile Spațiene au decis să se separe de Pământ.
În 1993, scriitorul Robert Silverberg a extins povestirea lui Asimov "Omul bicentenal" la dimensiunea unui roman. În cadrul acestei cărți se prezintă o serie de evenimente relatate în culegerea de povestiri Eu, robotul, iar doctorul Han Fastolfe amintește în Roboții de pe Aurora despre Andrew Martin, personajul principal al povestirii lui Asimov. Ținând cont de aceste aspecte, se poate considera că și acest roman se încadrează în serie.
Deoarece primele dintre romanele cu roboți au fost scrise înaintea anului 1962, ele nu au primit premii SF de genul Hugo, care a fost ulterior. În ceea ce le privește pe ultimele două, ele au fost scrise într-o perioadă în care au putut fi recompensate cu premii. Roboții de pe Aurora a fost nominalizată la premiile Hugo și Locus în 1984, în timp ce Roboții și Imperiul s-a aflat pe lista scurtă a premiilor Locus pentru "Cel mai bun roman science fiction" în 1986.

## Inspirația
O sursă de inspirație pentru Asimov a fost rasa de oameni mecanici Zoromes din povestirea "The Jameson Satellite" scrisă de Neil R. Jones în 1931. Asimov a citit povestirea pe când avea 11 ani și am menționat-o ca sursă de inspirație în volumul Before the Golden Age (1975), o antologie a SF-ului din anii '30 în care Asimov relatează povestea SF-ului citit de el în perioada copilăriei și adolescenței. După cum spune chiar el:
„De la prima apariție a oamenilor mecanici Zoromes, în "The Jameson Satellite", mi-a venit ideea roboților binevoitori care pot sluji oamenii cu decență, la fel cum aceștia o făceau cu profesorul Jameson. Acești Zoromes sunt strămoșii spirituali ai "roboților mei pozitronici", de la Robbie la R. Daneel.”

## Îmbinări cu alte serii
În timp, Asimov a integrat seria Roboților în mai cuprinzătoarea serie a Fundației, readucându-l în actualitate pe R. Daneel Olivaw douăzeci de mii de ani mai târziu, în vremea Imperiului Galactic, în continuările și preludiile trilogiei originale a Fundației. În ultima carte a seriei Roboților - Roboții și Imperiul - se povestește cum au fost colonizate lumile care aveau ulterior să formeze Imperiul și cum a devenit radioactiv Pământul prezentat în O piatră pe cer.
Pulbere de stele afirmă explicit că Pământul a devenit radioactiv în urma unui război nuclear. Asimov a rezolvat ulterior aparenta neconcordanță explicând că așa rămăsese evenimentul în amintirea pământenilor la câteva secole după petrecerea lui, alterarea infomației datorându-se pierderii unei părți importante din istoria lor planetare.

## Incoerențe
Una dintre incoerențele seriei o reprezintă metoda de producere a energiei de pe Pământ.În Eu, robotul, metoda principală este aceea a stațiilor spațiale solare, care au ajuns să fie depășite în perioada interviului cu Susan Calvin. Pe de altă parte, în Cavernele de oțel - roman a cărui acțiune se petrece la câteva sute de ani după cele din Eu, robotul - principala sursă de energie o reprezintă stațiile nucleare pe bază de uraniu, în timp ce stațiile spațiale solare se confruntă cu probleme care încă nu au putut fi rezolvate. Ulterior, în Roboții și Imperiu, se afirmă că uraniul nu mai este folosit de foarte multă vreme, reactoarele nucleare de fuziune nu mai sunt folosite de multă vreme, aproape toată energia provenind de la stațiile spațiale solare.
O altă incoerență o reprezintă dezvoltarea creierului pozitronic. Către sfârșitul cărții Eu, robotul apar "Mașini" - creiere suficient de puternice pentru a calcula consecințele acțiunilor oamenilor și a da recomandă la scară globală, afirmându-se chiar că un robot umanoi nu poate fi deosebit de un om la o examinare exterioară, nici măcar de către un expert robopsiholog. Pe de altă parte, în seria Elijah Baley nu apar creiere pozitronice de o asemenea magnitudine, iar roboții umanoizi sunt ușor de deosebit de oameni.
În Soarele gol, unul dintre elementele principale ale intrigii îl constituie capacitatea lui R. Daneel de a impersona un auroran sosit pe Solaria, fără ca solarienii sau roboții să își dea seama că el este, de fapt, un robot umanoid. Pe de altă parte, în Roboții de pe Aurora, Elijah Bailey și Daneel au un dialog amplu pe tema faptul că NICIUN Spațian nu ar putea confunda vreodată un robot umanoid de tipul lui Daniel cu un om adevărat, din cauza comportamentului mecanic și a manierismului robotului.

## Alți autori
Antologia din 1989 Prietenii Fundației a inclus următoarele povestiri despre roboți pozitronici: "Echilibru" de Mike Resnick, "Pata" de Hal Clement, "Pappi" de Sheila Finch, "Peștera lui Platon" de Poul Anderson, "A patra lege a roboticii" de Harry Harrison și "Vânătorii de mașini de pe câmpia de asfalt" de Robert Sheckley. Nu toate aceste povestiri sunt în deplină conformitate cu povestirile lui Asimov. Antologia a inclus și povestirea "Provocarea" scrisă de Pamela Sargent, a cărei acțiune se petrece în perioada romanelor cu Elijah Baley.
Cu puțin timp înainte de moartea sa survenită în 1992, Asimov a aprobat proiectul pentru trei romane (Caliban, Inferno, Utopia) de Roger MacBride Allen, a căror acțiune se desfășoară în perioada de timp cuprinsă între Roboții și Imperiul și Seria Imperiul Galactic. Cele trei romane relatează povestea terraformării lumii Spațiene Inferno și a revoluției robotice care a început prin crearea unui Robot Fără Lege și apoi a Roboților Noii Legi.
Există și alte romane scrise de diverși autori (aparținând seriilor Isaac Asimov's Robots/Isaac Asimov's Robot City/Isaac Asimov's Robots and Aliens/Isaac Asimov's Robots in Time), slab conectate cu Seria Roboților, conținând multe contradicții cu cărțile lui Asimov și nu sunt considerate, în general, ca aparținând canonului seriei.
În luna noiembrie a anului 2009, patrimoniul Isaac Asimov a anunțat că se află în pregătire primul roman al unei trilogii despre Susan Calvin, Robots and Chaos, scris de autorul fantazy Mickey Zucker Reichert. Cartea a apărut în noiembrie 2011 sub titlul I, Robot: To Protect.

## Ecranizări
Prima ecranizare a unei povestiri cu roboți a lui Asimov a fost realizată în cadrul celui de-al treilea episod al seriei britanice de televiziune Out of This World și a avut la bază textul "S-a pierdut un robot" (1962). În dramatizarea lui Leo Lehman și având-o pe Maxine Audley în rolul lui Susan Calvin, acesta este singurul episod al serialului care mai există și în ziua de azi.
A urmat în 1964 ecranizarea romanului Cavernele de oțel pentru serialul BBC Story Parade, apoi patru episoade pentru serialul de televiziune al celor de la BBC Out of the Unknown bazate pe povestirile "Satisfacție garantată" (1966), "Raționament (în episodul intitulat "The Prophet", 1967), "Mincinosul" (1969) și Soarele gol (1969). În aceste ecranizări Elijah Baley a fost interpretat de Peter Cushing (Cavernele de oțel) și Paul Maxwell (Soarele gol), R. Daneel Olivaw de John Carson (Cavernele de oțel) și David Collings (Soarele gol), iar Susan Calvin de Beatrix Lehmann ("The Prophet") și Wendy Gifford ("Mincinosul"). În "Satisfacție garantată", personajul lui Susan Calvin a fost redenumit Dr Inge Jensen, fiind interpretat de Ann Firbank.
Către sfârșitul anilor '70, Harlan Ellison a scris un scenariu pentru Warner Bros bazat pe cartea lui Asimov Eu, robotul. Proiectul acestui film a fost abandonat în cele din urmă, dar scenariul lui Ellison a fost publicat ulterior în volumul I, Robot:  The Illustrated Screenplay (1994).
Filmul de televiziune din 1988 Robots are la bază seria Roboților a lui Asimov și îi include pe Stephen Rowe în rolul lui Elijah Baley și Brent Barrett în cel al lui R. Daneel Olivaw.
"Omul bicentenar" (1999) a fost prima adaptare pentru marele ecran a unei povestiri sau cărți a lu Asimov și avea la bază atât povestirea originală a lui Asimov, cât și extinderea la dimensiunea unui roman Omul pozitronic realizată de Robert Silverberg. Rolul robotului Andrew Martin a fost interpretat de Robin Williams.
Filmul celor de la Twentieth Century Fox Eu, robotul (2004) prezenta o poveste originală a cărei acțiune se desfășura în universul lui Asimov, cu Dr Susan Calvin și alte personaje care apar în culegerea de povestiri Eu, robotul. Filmul are la bază un scenariu scris în 1995 de Jeff Vintar și intitulat 'Hardwired'. În timp ce scenariul inițial nu avea legături directe cu Asimov, era suficient de 'asimovian' (fiind o poveste polițistă a cărei acțiune se petrecea într-o 'cameră încuiată', cu roboți pe post de suspecți) pentru a oferi un punct de pornire unui film de genul Eu, robotul. Diverse elemente din mai multe povestiri ale lui Asimov au fost țesute de-a lungul intrigii, printre ele numărându-se "S-a pierdut un robot" , "Conflictul evitabil"  și "Robot Dreams". Will Smith a interpretat rolul lui Del Spooner, iar Bridget Moynahan pe cel al lui Susan Calvin.